# Ortodoxie nucleară
Ortodoxie nucleară sau Ortodoxie atomică (în limba rusă Атомное православие) este un concept care se constituie într-o versiune a conceptului de „Idee rusă” (în limba rusă Русская идея). Conform conceptului de Ortodoxie nucleară, Ortodoxia (cult religios care reprezintă Rusia) și scutul nuclear sunt cele două componente ale securității statului rus. Reprezintă în același timp și o formă de convingere colectivă, conform căreia pentru a-și păstra caracterul ortodox Rusia trebuie să fie o putere nucleară, iar pentru a-și garanta statutul nuclear trebuie să fie cu adevărat ortodoxă.
Conceptul a fost propus de Egor Holmogorov⁠(ru)[traduceți], care, a fundamentat această idee beneficiind de ajutorul afirmațiilor lui Vladimir Putin dintr-o conferință de presă a acestuia, din februarie 2007. Este considerat drept un exemplu de sinteză a progresului tehnologic și a religiei, în ideologia conservatoare rusă modernă.

## Apariție și evoluție

### Relația dintre Biserica Ortodoxă Rusă și statul rus
Puternică, bine organizată, cu un patrimoniu de proprietăți bogat și cu o putere enormă în timpul regimului țarist, Biserica Ortodoxă Rusă a a rămas o instituție centrală după dizolvarea statului imperial rus, fiind însă ulterior, ținta a aproximativ cinci valuri de represiune în timpul regimului bolșevic. Relația dinstre stat și biserica ortodoxă s-a ameliorat treptat în timpul și după Marelui Război pentru Apărarea Patriei (1941-1945), când Stalin a avut nevoie de suportul instituției religioase. Biserica Ortodoxă Rusă și-a câștigat astfel un loc la masa puterii politice, iar ulterior ținta celor mai dure campanii de persecuție s-a orientat spre cultele protestante, suspectate de legături cu Lumea Occidentală. Ca efect al martirajului asociat represiunilor staliniste însă, societatea rusă a fost departe de a se laiciza, dimpotrivă, mainfestările religioase s-au conservat într-o formă concentrată, consistentă și intensă, evoluând, astfel că, în anii 1970, moda intelectuală a devenit profund religioasă (în timp, societățile vestice au evoluat în direcție opusă, spre laicizare).
În timpul destrămării Uniunii Sovietice, odată cu dizolvarea statului, instituțiilor acestuia, legilor și economiei, Biserica Ortodoxă Rusă a redevenit o instituție centrală a noii configurații sociale și politice, într-o societate rusă dominată de misticism și religiozitate, fiind adusă în prim plan ca parte a proiectului de reconstrucție a societății, economiei și statului rus, asumat de regimul Putin⁠(en)[traduceți] Reînviată, s-a aliat cu armata și a colaborat cu ea, pătrunzând treptat în structura profundă a acesteia, chiar până la toate nivelurile tactice și operaționale ale forțelor nucleare ruse⁠(en)[traduceți], respectiv până la nivelul triadei terestră, aeriană și navală a structurii de comandă a acestora.

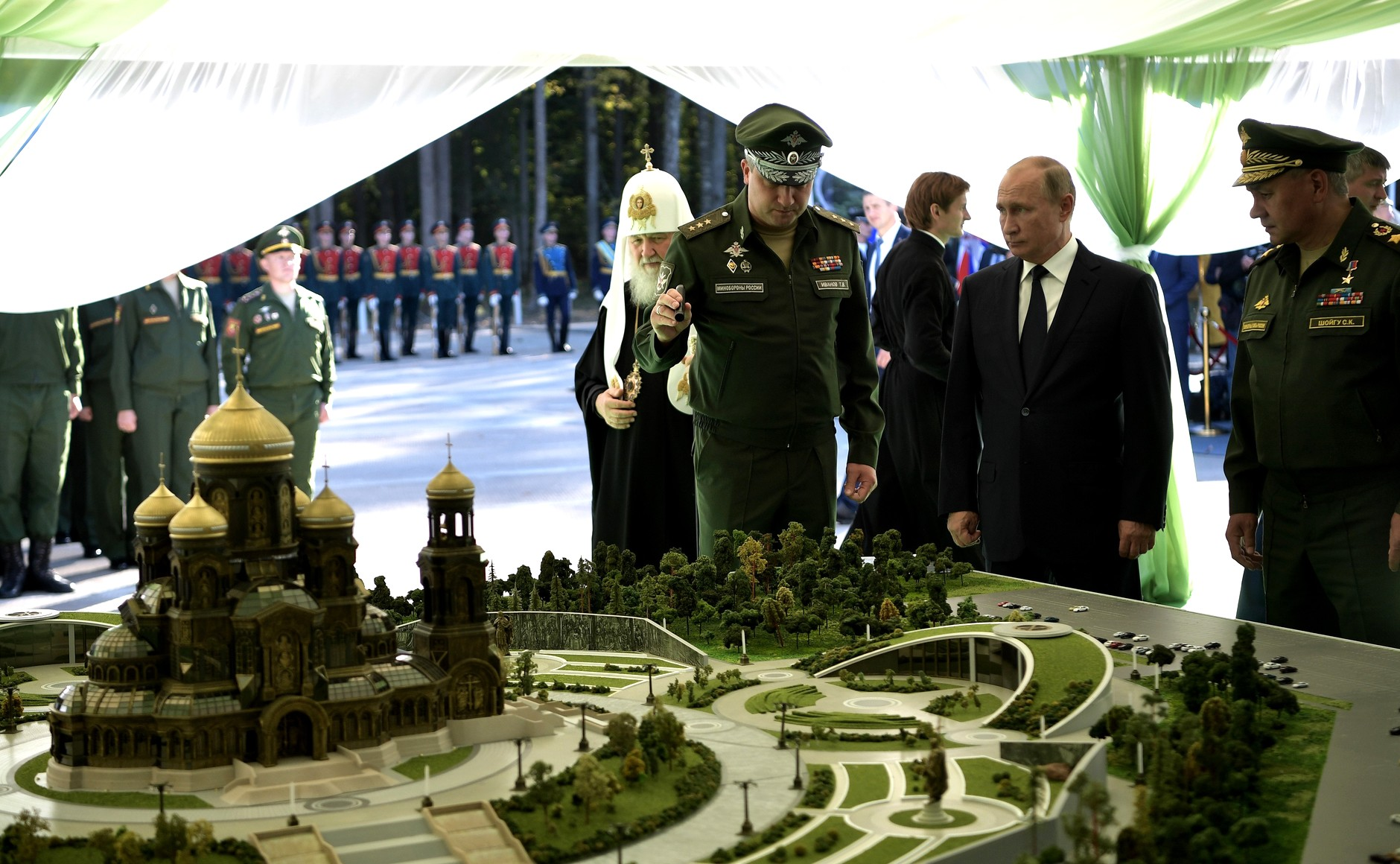
Președintele Rusiei Vladimir Putin împreună cu patriarhul Chiril I al Moscovei, în timpul inspecției șantierului en, 2018.

Comună statelor postcomuniste⁠(en)[traduceți] ortodoxe, relansarea tradiției bizantine s-a făcut într-un mod adaptat noului context social, economic și politic de după căderea comunismului. În timp ce ierarhia instituției religioase s-a amestecat cu structurile financiare oligarhice și cu cele ale statului, Biserica Ortodoxă Rusă a devenit unul dintre principalii aliați în procesul de consolidare a autocrației neosovietice⁠(en)[traduceți] a regimului Putin, tandemul reprezentat de președintele Vladimir Putin – patriarhul Chiril I al Moscovei fiind expresia unei combinații, care, și-a găsit în limba rusă concretizarea printr-un nou termen: „religarhie”.
În opinia profesorului Dmitry (Dima) Adamsky, perspectiva Bisericii Ortodoxe Ruse este de a deveni treptat un instrument de mobilizare socială în cadrul instituțiilor de securitate națională și de reglementare, din punct de vedere calitativ și cantitativ a serviciului militar⁠(en)[traduceți]. Suplimentar, rolul său din ce în ce mai mare îi oferă calitatea de instrument de influență pentru instituțiile statului, care, se află în concurență – în cadrul comunității strategice sau înafara acesteia, în ce privește obținerea de resurse, cu predilecție în cazul în care acestea sunt limitate.
În ce privește pe militari, ortodoxia nu reprezintă un discurs care se referă la biserică, ci un instrument care face armata să devină imună la influența occidentală, iar instituția bisericii reprezintă un vehicul care argumentează pentru valori conservatoare și este capabil de a construi în cadrul armatei capacitatea de rezistență, prin creșterea moralului, a coeziunii și a simțului misiunii.

### Apariția și consolidarea conceptului

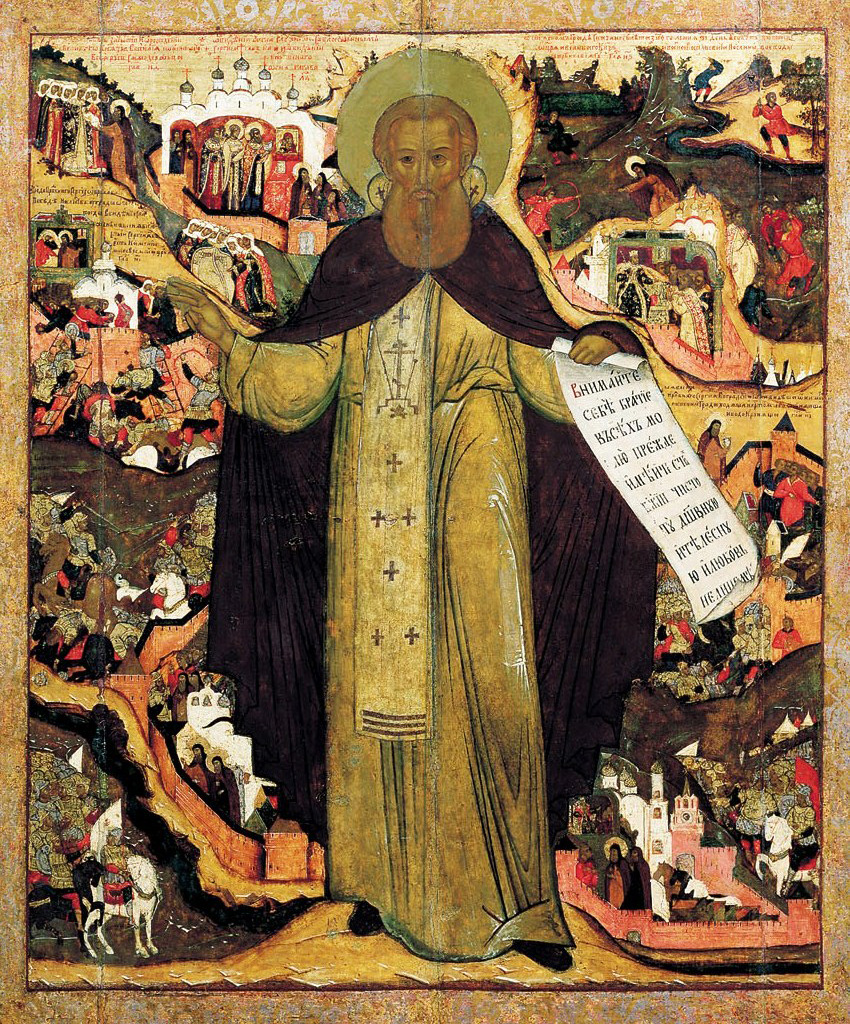
Sfântul Serghei de Radonej, icoană din secolul al XVII-lea.

Conceptul de Ortodoxie atomică, a avut la origini pe scriitorul ortodox Egor Holmogorov⁠(ru)[traduceți] și pe artistul Aleksei Beleaev-Ghintovt⁠(ru)[traduceți], ambii extremiști de dreapta, ultimul fiind și membru al Mișcării Internaționale Eurasiatice a lui Aleksandr Dughin. În anul 2001 (1999 după o altă sursă) noțiunea apare într-o pictură numită „Ortodoxie atomică” (în limba rusă Атомное православие) din cicul Novonovosibirsk al lui Aleksei Beleaev-Ghintovt și Andrei Molodkin, care, ilustra un submarin purtător de rachete a cărui cârmă seamănă cu o cruce, într-o Rusie înghețată profund. Ideea a ajuns cunoscută pe scară largă în anul 2007, succesiv prezentării textului programatic intitulat „Proiectul lui Serghei” (cu referire la sfântul Serghei de Radonej) – cunoscut și sub numele de „Docrina Rusă” (în limba rusă Русская доктрина), în cadrul unei prezentări organizate de către mitropolitul Chiril (viitorul patriarh), la mănăstirea Danilov⁠(en)[traduceți] în anul 2007. În respectivul context conceptul, promovat de autorii „Doctrinei Ruse”, care, au propus propus „încrucișarea ortodoxiei cu armele atomice” nu a fost sprijinit totuși în mod oficial de Biserica Ortodoxă Rusă, deși a fost acceptat de facto, de către aceasta. De asemenea, inițial termenul aflat în cauză nu a intrat în lexicul autorităților ruse ale momentului.
Într-o conferință de presă din anul 2007, Vladimir Putin a fost chestionat de un jurnalist din Sarov (orașul unde a fost creată prima bombă atomică sovietică) despre viitorul ortodoxiei și despre strategia nucleară a Rusiei. Putin a răspuns că există o legătură între ambele subiecte, deoarece „atât credința tradițională a Federației Ruse, cât și scutul nuclear al Rusiei sunt componentele care întăresc statul rus și creează condițiile necesare pentru securitatea internă și externă a țării.” Egor Holmogorov a preluat legătura dintre ortodoxie și scutul nuclear exprimată de Putin, ca doctrină a Ortodoxiei atomice. Conceptul a căpătat o formă finală în anul 2009 și în timp, a devenit o expresie a împletirii argumentației religioase cu retorica nucleară din politica rusă, progresând spre apogeul său și influențând abordarea Rusiei față de lumea reală.
Ca patron al Ortodoxiei atomice a fost ales, cu implicarea Biserici Ortodoxe Ruse, sfântul Serafim de Sarov, într-un context în care, în perioada sovietică a fost edificat pe locul fostei Mănăstiri Sarov⁠(en)[traduceți] Institutul Panrus de Cercetare Științifică în Fizică Experimentală⁠(en)[traduceți] (în limba rusă Всероссийский научно-исследовательский институт экспериментальной физики), care, a servit la producere bombei nucleare sovietice. În 1991, moaștele sfântului au fost aduse pe locul fostei mănăstiri de către Patriarhul Alexei al II-lea al Moscovei (astăzi ele aflându-se în apropiere la Mănăstirea Diveevo⁠(en)[traduceți]). Mitropolitul de Novgorod⁠(en)[traduceți] a susținut că este chiar posibil ca rugăciunile sfîntului Serafim de Sarov să fi avut un rol, în crearea de către Rusia a unei arme cu care să se apere, iar în anul 2009 patriarhul Chiril I al Moscovei a declarat în timpul unei vizite la Sarov (oraș cu rol de centru important de cercetare a armelor nucleare), că „a fost voia lui Dumnezeu să dea patriei noastre mame arma nucleară din acest oraș foarte sfânt”, subliniind în același timp că, „arma nucleară care se dezvoltă aici acum, ajută la protejarea suveranității țării noastre”.

## Caracteristici
Ortodoxia nucleară este formă de convingere colectivă cu caracter simbiotic, potrivit căreia pentru a-și păstra caracterul ortodox — fundamentul spiritual, Rusia trebuie să fie o putere nucleară, iar pentru a-și garanta statutul nuclear – armele nucleare fiind fundamentul material, trebuie să fie cu adevărat ortodoxă. Conform acestui concept — care este în fapt o versiune a conceptului de „Idee rusă”, Ortodoxia (cult religios care reprezintă Rusia) și scutul nuclear sunt cele două componente ale securității statului rus. În speță, Ortodoxia atomică reprezintă o formă de ortodoxie excepționalistă⁠(en)[traduceți] și antioccidentală dezvoltată pentru propaganda internă rusă. Conform Ortodoxiei nucleare este necesar ca Rusia să domine lumea, pentru că statul respectiv este depozitarul unei forțe morale unice. Acest deziderat ar trebui să se realizeze drept efect al unor acțiuni militare decisive, precum și prin șantajarea Occidentului, aflat în declin, prin intermediul armamentului nuclear. Prin caracteristicile sale, ortodoxia atomică reprezintă, astfel, un exemplu de sinteză a progresului tehnologic și a religiei, în ideologia conservatoare rusă modernă.
Conform scriitorului și publicistului Vasile Ernu, conceptul aflat în cauză este o expresie a religarhiei (recte a îmbinării dintre Biserica Ortodoxă Rusă și statul rus), fiind în speță, expresia unei tendințe de clericalizare a politcilor militară și externă ruse. În același timp, se constituie și într-o formă de utilizare a retoricii mesianice. Astfel, în concepția Bisericii Ortodoxe Ruse, Forțele armate ale Federației Ruse au pe lângă rolul de a apăra „cetatea omului” (adică propriul stat laic) și pe cel de salva omenirea. Armele nucleare (arme de de distrugere în masă) sunt redefinite în termeni religioși (evanghelici) drept „arme ale păcii”, având astfel calitatea de garant al păcii. Trecutul sovietic este de asemenea sacralizat, în acest context, iar în ce privește actuala tabără patriotică, între „roșii” – recte aderenții la ideea sovietică (de la care provine scutul nuclear) și albi – recte avocații monarhiei și ortodoxiei (de la care provin fundamentele ortodoxe), este postulată o alianță, având drept scop păstrarea statului rus în calitate de protector al crucialului patrimoniu spiritual și civilizațional, care, îl definește.
În mod principial, conceptul consideră blândețea creștină extrem de periculoasă, pentru politica națională și de stat, ruse. Astfel, din punctul de vedere al lui Holmogorov, cetățeanul unui stat are cea mai mare libertate atunci când statul căruia îi aparține își zdrobește în modul cel mai crunt, dușmanii. De asemenea, pe plan intern conform autorilor „Doctrinei Ruse”, statul este necesar să fie expresia unui model autoritar și imperial (nu liberal și democratic), care să unească înalta spiritualitate cu înalta tehnologie, noua identitate postsovietică trebuind să fie un melanj între elementele tehnocratice, sovietice și cele creștine ortodoxe, ruse. La fel de importantă este consolidarea unui „scut conceptual”, care, să ferească națiunea de amenințările psihice.
| “ | „Ei vor pieri și noi vom merge în Rai.” | ” |
| — Slogan consemnat pe ecusoane găsite pe uniforme militare ale unor soldați ruși căzuți în Ucraina, având la origine afirmațiile lui Vladimir Putin din timpul Forumului Clubului de Discuții Valdai⁠(en)[traduceți] din 2018, conform cărora într-un război nuclear, rușii „vor merge în rai ca martiri”, iar cetățenii occidentali „vor pieri” (Vladimir Putin folosind pentru aceasta un cuvânt utilizat uzual în limba rusă pentru a descrie moartea unui animal). |                                         |   |

În ultimii ani (în raport cu anul 2023), autoritățile și mass-media favorabilă conducerii statului rus au introdus discursul nuclear și și-au obișnuit populația cu ideea de război și cu terminologia militară atomică, iar cu începere din perioada 2017-2018, au furnizat populației ideea unei perspective reale a războiului nuclear. Retorica nucleară promovează ideea de război nuclear, faptul că el este necesar și că ar trebui accceptat, iar populația ar putea ajunge la un moment dat să creadă în moralitatea unui război nuclear, în timp ce liderii săi să creadă că un astfel de tip de război este necesar, drept și puțin costisitor politic. Acest tip de discurs este folosită însă și ca o formă de descurajare⁠(en)[traduceți] a Occidentului.
Conform cercetătoarei suedeze Maria Engström, antropologia neoconservatoare rusă pune în centru cetățeanul care trăiește prin intermediul pasiunilor și emoțiilor și nu prin intermediul rațiunii. Tot Engström a mai emis ipoteza că, ideologia autorităților ruse, deși prezentată în principal în termeni seculari, se bazează, cel puțin parțial pe doctrina apocaliptică. Un element de sprijin în acest sens vine prin intermediul discursului prezidențial, care, a apelat la gândire escatologică și în care fie există o referire implicită la rolul de Catehon⁠(en)[traduceți] al Rusiei, fie este uneori formulat în retorica Catehonului.
Există în societatea rusă un discurs structurat în jurul ideii unei confruntări inevitabile între civilizația binelui – care ar fi reprezentată de statul ortodox Rusia (care stat ar avea și calitatea de a fi a treia Romă) și civilizația răului – care ar fi Occidentul modern. În Statele Unite ale Americii, un discurs asemănător este susținut de creștinii evanghelici, care, când Donald Trump a devenit președinte, au susținut că America ține lumea departe de haos. Conceptul abordează în perspectivă geopolitică o confruntare a două civilizații antagoniste, fiind în Rusia similar ideii sovietice de luptă între două sisteme antagoniste, dar diferind de aceasta prin nuanța sa religioasă. În paralel, în Federația Rusă i s-a asociat discursul nuclear.
În perspectiva modernă doctrinară a ortodoxiei politice ruse, statul rus reprezintă ultima fortăreață al Bisericii Ortodoxe — care doar ea ar împiedica ultima venire a lui Antihrist, a valorilor definite ca fiind adevărate și a moralității, drept care explicația pentru politica Occidentului față de statul rus este reprezentată, de încercarea Antihristului de a distruge ceea ce este sacru. Având drept justificare o misiune divină, Federația Rusă ar avea dreptul de a acționa cum consideră de cuviință, deoarece ar avea „monopolul adevărului”.
În concepția fundamentalistă, Declinul Occidentului este asociat cu o „decădere morală” a sa, deoarece Occidentul deja se află în mâinile lui Antihrist. În acest context, naționalistul rus Egor Holmogorov⁠(ru)[traduceți] a susținut că în cazul declinului Rusiei Apocalipsa ar fi de neevitat, deoarece Federația Rusă ar fi în concepția sa țara sfârșitului lumii, loc unde toate evenimentele lumii s-ar încheia.

Biserica Ortodoxă Rusă s-a poziționat în prezent ca un gardian al potențialului strategic al statului. În opinia profesorului Dmitry (Dima) Adamsky, în cazul unor conflicte viitoare, „teocratizarea culturii strategice rusești” va deveni importantă, în sensul în care grupul de „preoți nucleari” va fi mai puțin predispus, la limitarea unui conflict și va avea tendința de a se alătura susținătorilor escaladării acestuia. La rândul său, un individ convertit la „ortodoxia nucleară” este mai probabil, în cazul în care crede că acționează pentru o cauză justă, se angajeze într-un război nuclear. Similar, o decizie de declanșare a acestuia devine mai ușoară, pentru astfel de lideri.

## Biserica Ortodoxă din Rusia, armele și războiul
Biserica a binecuvâtat atât faptele militare cât și uneori, armele, fiind de remarcat că, armele nucleare sunt în esență arme, iar principial – din punct de vedere al Bisericii, armele nucleare nu diferă de cele convenționale. În ritul bizantin există rugăciuni pentru soldații care merg la luptă, precum și un ritual de binecuvântare a armelor (e.g. ritualul de binecuvântare a unei nave de militare).
Este de remarcat însă că, armamentul nuclear are o putere distructivă enormă. Ca și alte tipuri de arme însă, va fi depășit ca putere distructivă, în procesul de evoluție al armamentului. Un aspect controversat asociat acestui subiect este reprezentat de sfințirea armelor de distrugere în masă, față de care opiniile din Biserica Ortodoxă Rusă, polarizate, merg de la negarea validității respectivei practici până la apărarea practicii de sfințire a oricărui tip de armă. Un proiect de document oficial al comisiei ruse pentru dreptul bisericesc a propus limitarea la binecuvântarea și sfințirea armelor personalului militar, iar în anul 2020 a fost publicat pe siteul Patriarhiei Moscovei un document în care s-a precizat că „binecuvântarea armelor militare nu se reflectă în tradiția Bisericii Ortodoxe și nu corespunde conținutului Ritului”, precum și că, în special, armele care ucid un „număr nedefinit de oameni” nu trebuie binecuvântate.
Într-o discuție din anul 2019 având ca subiect opiniile exprimate de Dimitry (Dima) Adamsky în cartea sa Russian Nuclear Orthodoxy. Religion, Politics, and Strategy, publicată în anul 2019, clericul rus Vladimir Vasilik a  apărat legătura strânsă dintre forțele nucleare ale Rusiei⁠(en)[traduceți] și Biserica Ortodoxă națională. În cursul discuției, Vasilik a susținut parțial prezumția potrivit căreia, ideea de a crea o armă care va speria omenirea odată pentru totdeauna și o va forța să înceteze lupta este o idee utopică și în același timp anticreștină, deoarece induce ideea greșită precum că, apariția unei asemenea arme scutește o persoană de responsabilitatea de a gândi și de a lua decizii morale. În opinia sa, teroarea inspirată de armele nucleare are totuși un efect palpabil de modulare a gândirii militare, cu referire atât la asumarea riscului unui atac, cât și în ce privește absența impunității, în apărare. Pe de altă parte războiul ca atare, deși este cel mai dezgustător lucru care există în lume și trebuie înțeles într-o modalitate strictă și serioasă, este în același timp totuși o necesitate teribilă. Este de preferat, în acest context ca, în scaunul celui care ia decizii militare să se afle o persoană a cărei putere morală este fortificată de religie și care, își poate asuma aceste decizii cântărindu-le inclusiv prin prisma perceptelor religioase.

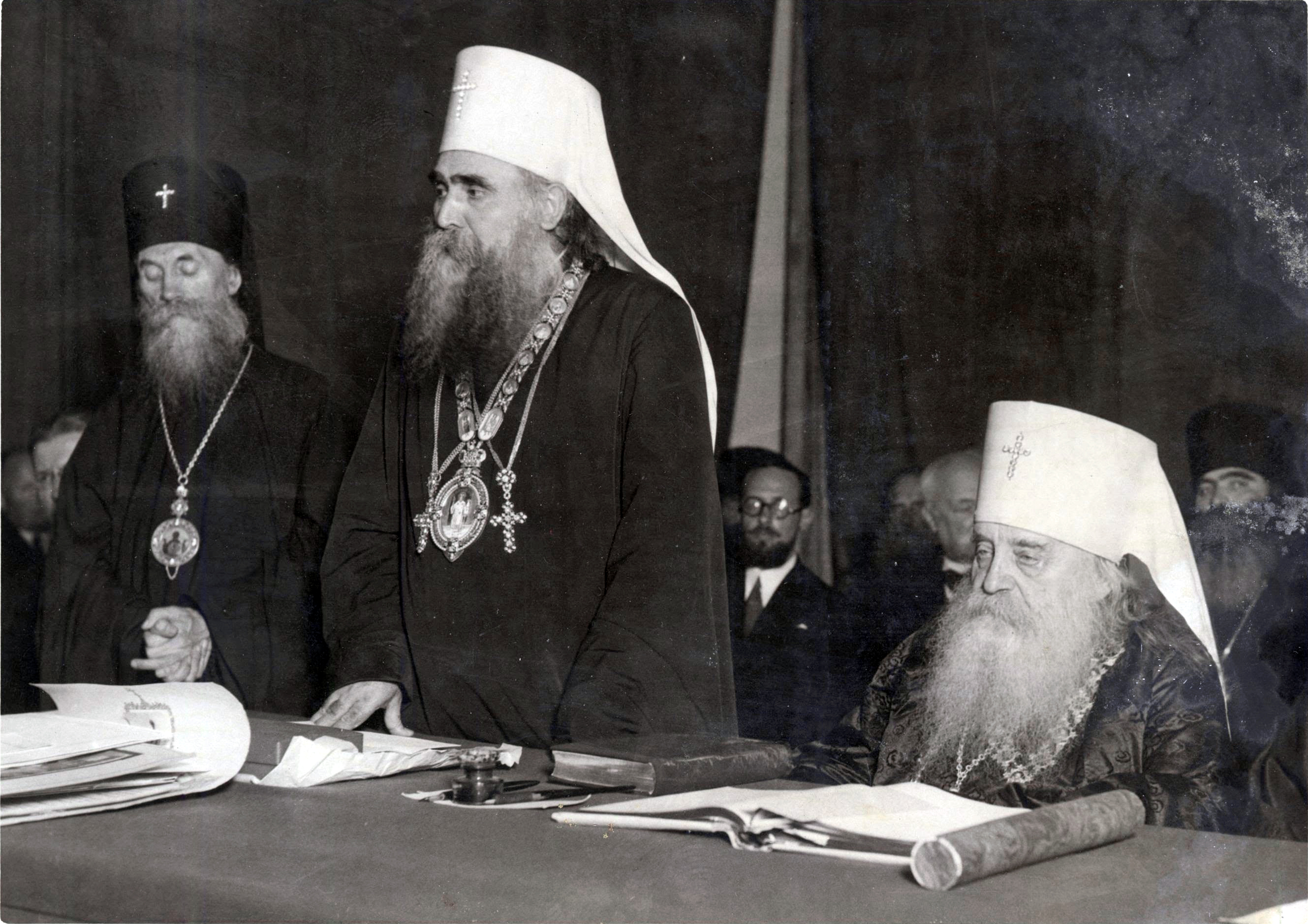
Atanasie Gribanovski, primat al Bisericii Ortodoxe Ruse din afara Rusiei (aici în picioare în mijlocul imaginii, într-o fotografie din 1935).

În acest context, Vladimir Vasilik a scos în evidență opinia ierahului Anastasie Gribanovski, conform căreia potențialul de devastare și de distrugere fizică adus de bomba atomică și de alte mijloace distructive, inventate de tehnologia modernă, ar fi mai puțin periculos pentru poporul rus decât cel al decăderii morale, deoarece „corupția minții, inimii și voinței atrage după sine moartea spirituală a întregului popor, după care nu mai există înviere.” Această opinie ar fi însă nediscriminativă însă în raport cu credincioșii ortodocși și ierarhii lor și suplimentar ar fi eludat similitudinile reprezentate de decăderea morală occidentală.
   Vezi și articolul:  Biserica Ortodoxă Rusă din afara RusieiVezi și articolele [[{{{2}}}]] și [[{{{3}}}]]Vezi și articolele [[{{{4}}}]], [[{{{5}}}]] și [[{{{6}}}]]Vezi și articolele [[{{{7}}}]], [[{{{8}}}]], [[{{{9}}}]] și [[{{{10}}}]]Vezi și articolele [[{{{11}}}]], [[{{{12}}}]], [[{{{13}}}]], [[{{{14}}}]] și [[{{{15}}}]]Vezi și articolele [[{{{16}}}]], [[{{{17}}}]], [[{{{18}}}]], [[{{{19}}}]], [[{{{20}}}]] și [[{{{21}}}]].

Fosta mănăstire Sarov în 2015.

În ce privește problema reprezentată de contradicția dintre indicația religioasă ca un creștin să nu utilizeze violența, pe de o parte și apărarea în mod principial tot de către religie, a folosirii ei în anumite circumstanțe, Vasilik a aplicat ceeea ce, astfel cum a relatat ar fi soluția teologică ortodoxă a rezolvării acestei aparente contradicții, la problema implicării Bisericii Ortodoxe Ruse în oferirea de servicii religioase forțelor nucleare naționale. Astfel, el a afirmat că ar exista o ierarhie în ce privește respectarea unor indicații, în sensul în care indicația de "a-ți da viața pentru prieteni" are o valoare ierahică superioară în raport cu aceea de a întoarce și obrazul celălat⁠(en)[traduceți], iar scutul nuclear rus este în intenție, astfel cum îi spune și numele un scut de apărare, nu și o sabie care să aducă violența asupra lumii. În completare, moderatorul discuției (Dmitri Babih), a parafrazat prin a spune că a fii milostiv, iertător chiar și față de unele nedreptăți care ți se comit, nu înseamnă să fii indiferent față de nenorocirea altei persoane, față de nenorocirea societății. Mai mult, Vasilik s-a referit și la sfântul Serafim de Sarov, în raport cu care, circumstanțele construirii unui centru de cercetări nucleare pe locul  Mănăstirii Sarov⁠(en)[traduceți] ar indica faptul că, sfântul ar fi luat scutul nuclear rus sub protecția sa.

## Legături externe

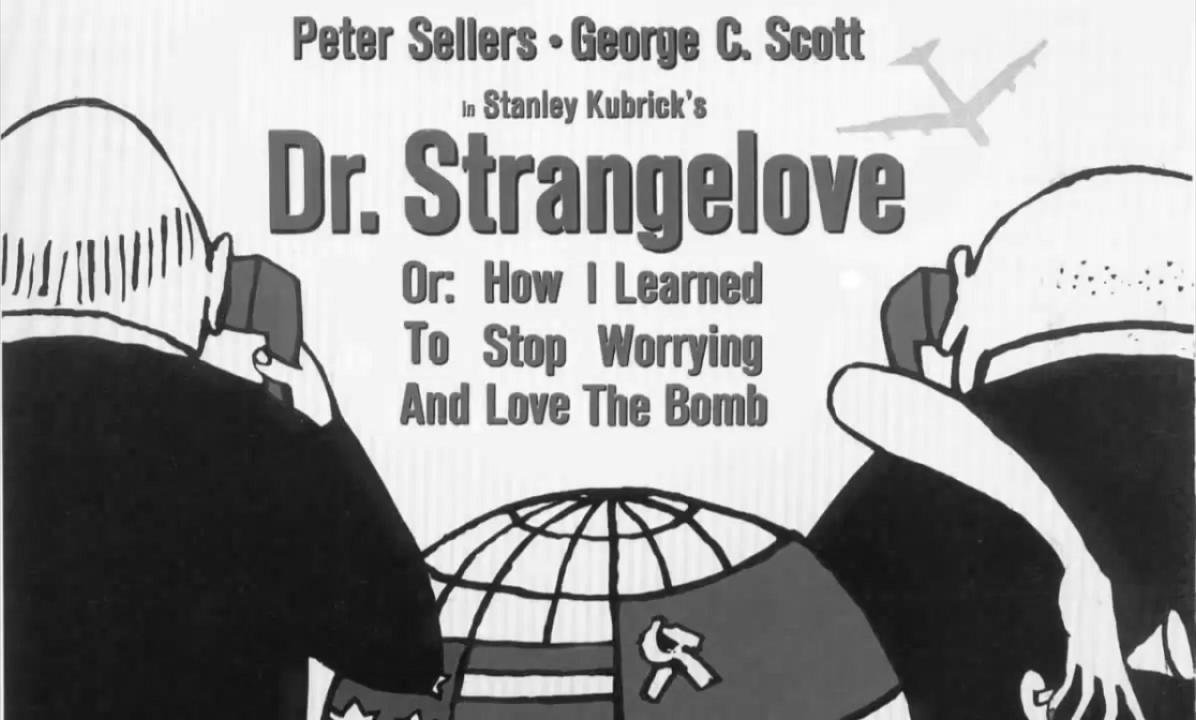
Screenshot din trailerul filmului Dr. Strangelove sau: cum am învățat să nu-mi fac griji și să iubesc bomba.